# Mailly-le-Château
Mailly-le-Château ist eine französische Gemeinde mit 523 Einwohnern (Stand: 1. Januar 2022) im Département Yonne in der Region Bourgogne-Franche-Comté. Sie gehört zum Kanton Joux-la-Ville im Arrondissement Auxerre.

## Geographie
Mailly-le-Château liegt 26 Kilometer südlich von Auxerre am linken Ufer des Flusses Yonne und dem Canal du Nivernais. Nachbargemeinden sind Mailly-la-Ville im Osten, Merry-sur-Yonne im Süden und Fontenay-sous-Fouronnes im Nordwesten.
Die Départementsstraßen D39, D130 und D950 führen durch das Gemeindegebiet.

## Kultur und Sehenswürdigkeiten
Die folgenden Gebäude der Gemeinde Mailly-le-Château werden vom französischen Kulturministerium (Ministère de la Culture) als Monument historique und archäologische Gelände (Site archéologique) geführt:
- Kirche Saint-Adrien aus dem 13. Jahrhundert. Monument historique seit 1862.[1]
- Schloss Mailly-le-Château aus dem 14. Jahrhundert. Das Schloss ist in Privatbesitz. Monument historique seit 1992.[2]
- Brückenkapelle Bourg-d'En-Bas aus dem 15. Jahrhundert. Monument historique seit 1914.[3]

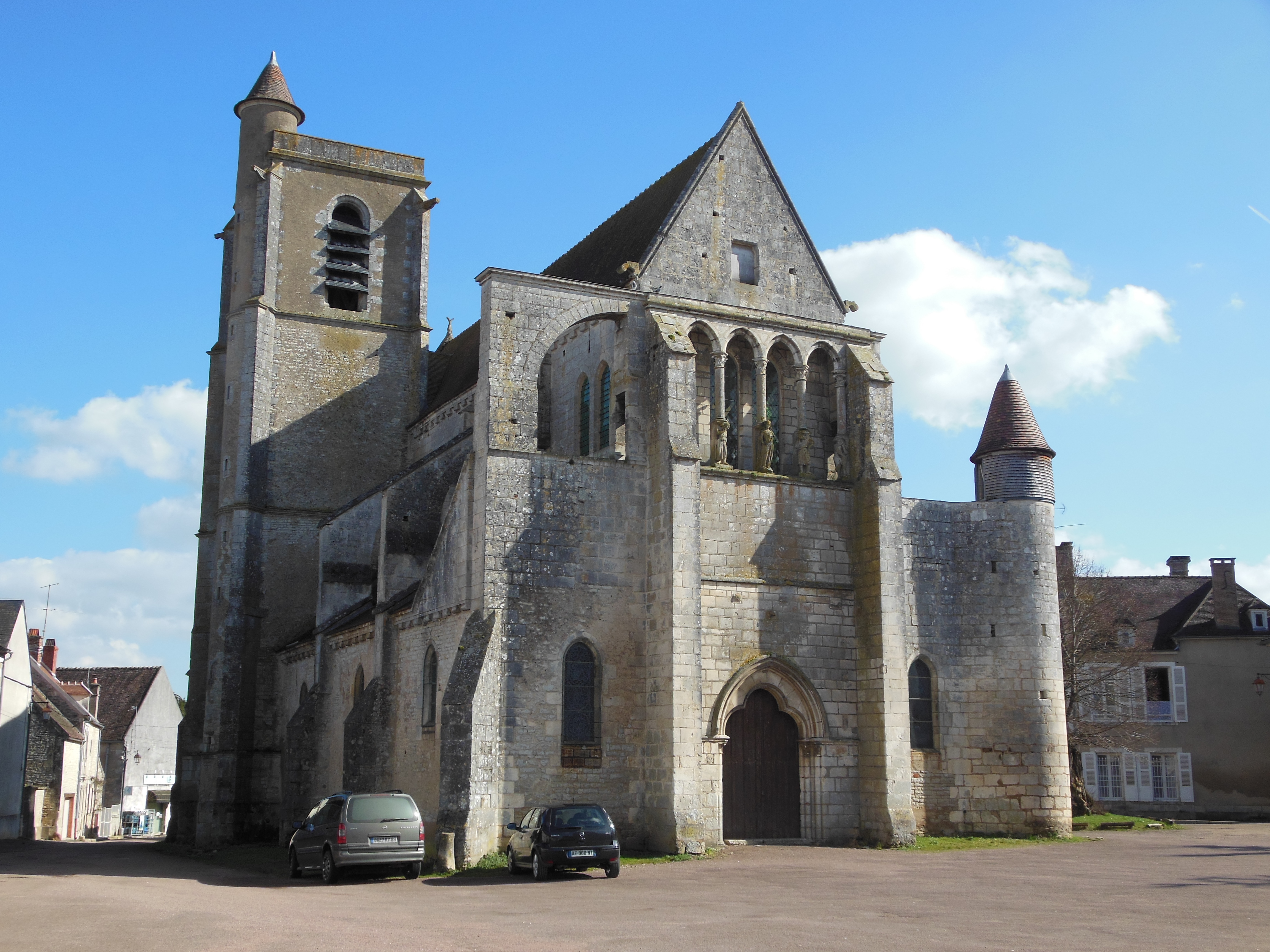
Kirche Saint-Adrien (13. Jahrhundert)
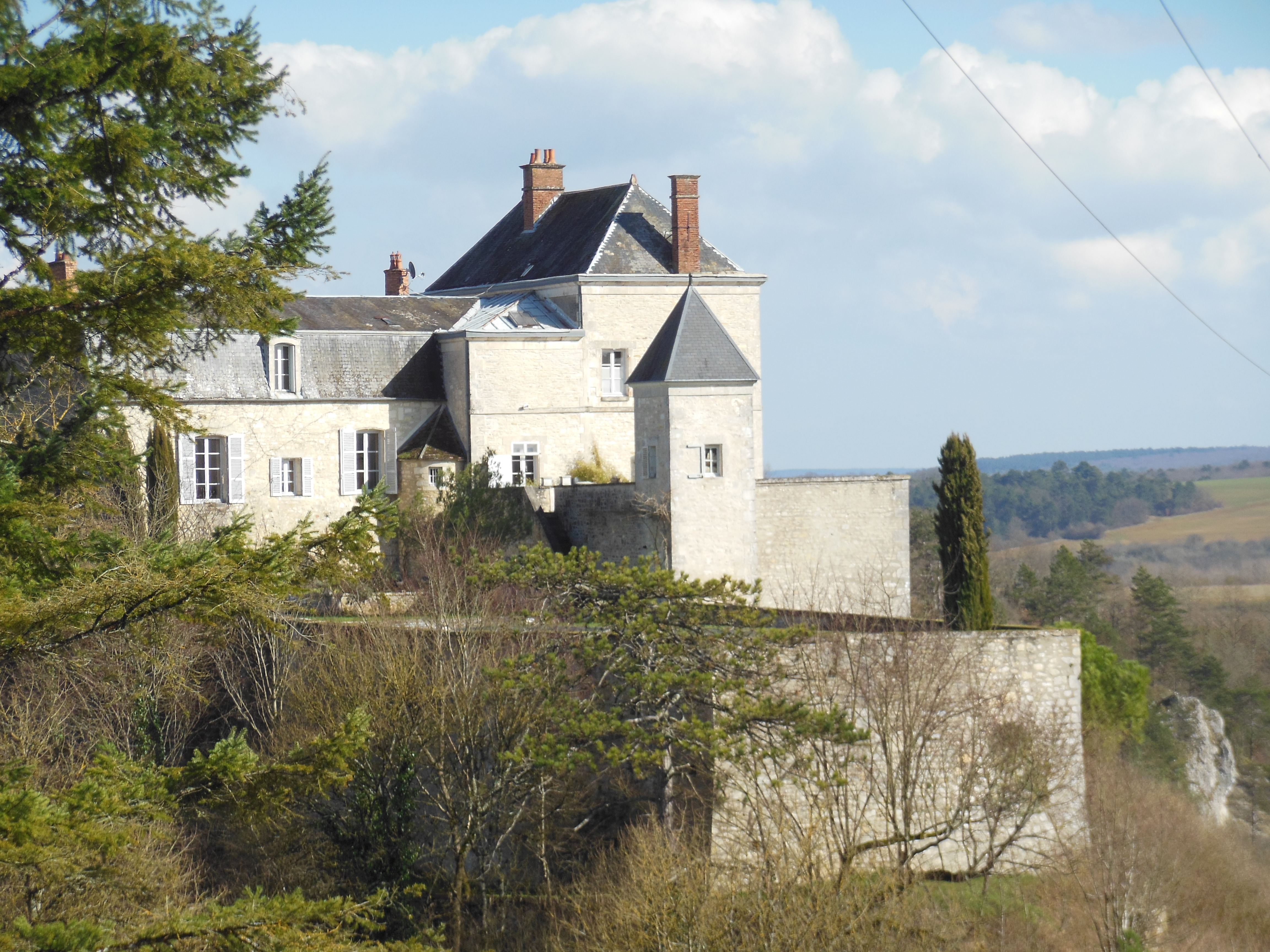
Schloss Mailly-le-Château (14. Jahrhundert)
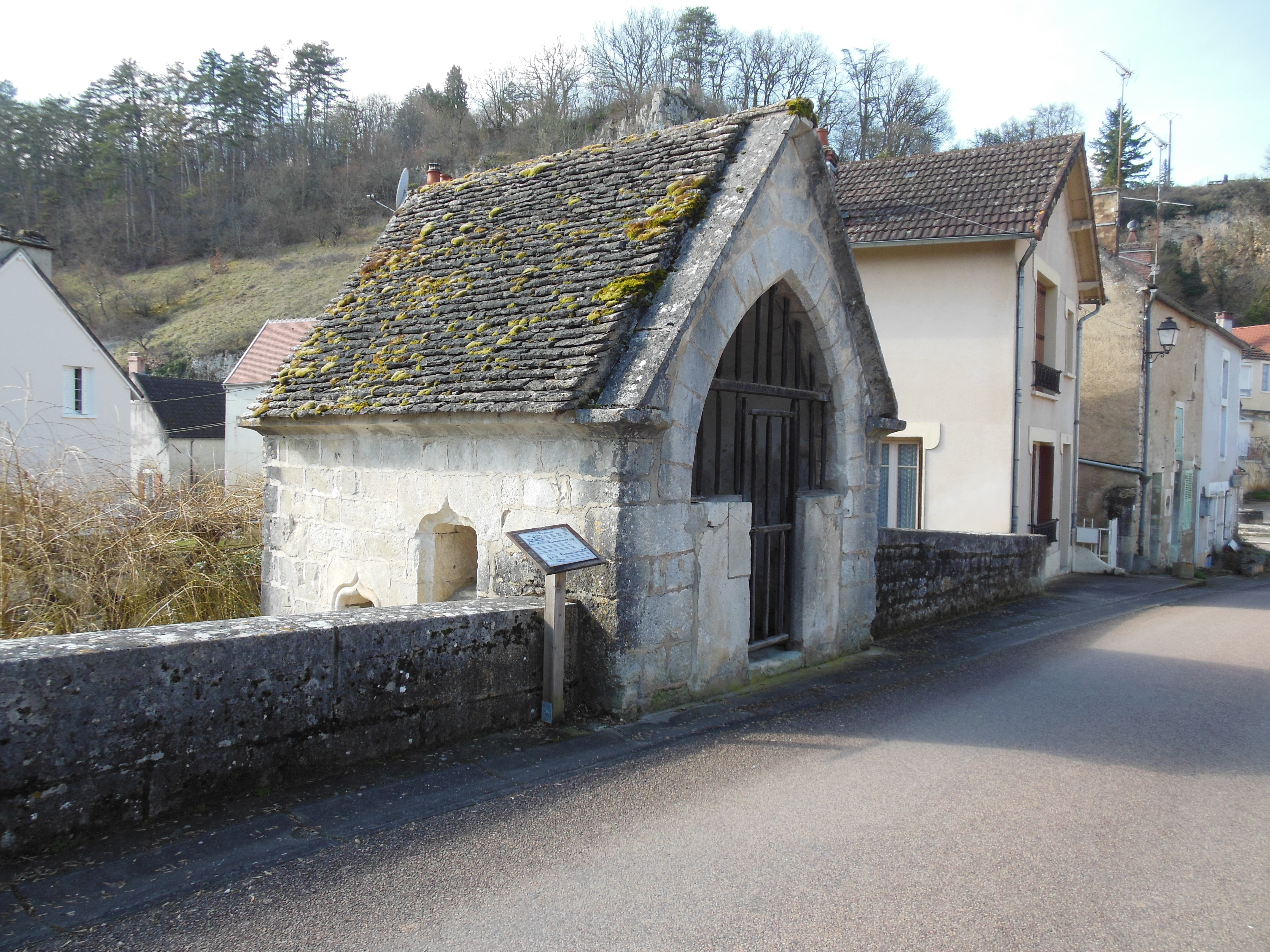
Brückenkapelle Bourg-d'En-Bas (15. Jahrhundert)

## Persönlichkeiten
- Bernard Menez (* 1944), französischer Schauspieler, Sänger und Theaterregisseur